# Tato (futebolista)
Carlos Alberto Araújo Prestes, mais conhecido como Tato (Curitiba, 17 de março de 1961), é um ex-futebolista brasileiro que atuava como atacante, irmão do também ex jogador, Paulo Roberto Prestes.

## Carreira
Revelado pelo Goiânia em 1982, Tato atingiu o auge de sua carreira pelo Fluminense, para onde se transferiu em 1983 Pelo clube carioca, o jogador conquistou o tricampeonato carioca (1983, 1984 e 1985) e o Campeonato Brasileiro de 1984, considerando os seus títulos oficiais mais importantes. Ao todo Tato disputou 242 partidas pelo Fluminense, com 126 vitórias, 73 empates e 43 derrotas, marcando 18 gols.
Em 1989, atuando pelo Vasco da Gama, Tato participou da campanha do título do Campeonato Brasileiro daquele ano.
Fez três jogos pela Seleção Brasileira, sem marcar gols.

## Títulos
Fluminense
- Campeonato Carioca: 1983, 1984, 1985
- Campeonato Brasileiro: 1984
- Taça Guanabara: 1983 e 1985
- Torneio de Seul: 1984
- Torneio de Paris: 1987
- Copa Kirin: 1987
- Trofeo de La Amistad (Paraguai) : 1984 (Club Cerro Porteño versus Fluminense)
- Taça Amizade dos Campeões (Luanda, Angola): 1985 (Petro Atlético versus Fluminense)
- Taça Independência (DF)- (Taguatinga versus Fluminense) - 1982
- Troféu ACB - 75 anos (Fluminense versus Bangu) - 1982
- Taça Associação dos Cronistas Esportivos - 1983
- Taça O GLOBO - (Flu versus Corinthians) - 1983
- Troféu Gov. Geraldo Bulhões - 1984
- Taça Francisco Horta - (Flu versus Santo  André) - 1984
- Troféu Prefeito Celso Damaso - 1985
- Taça Sollar Tintas (Fluminense versus América)- 1985
- Taça 16 anos da Tv Cultura - (Avaí versus Fluminense) - 1986
- Troféu Governo Miguel Abraão - 1987
- Troféu Lions Club - (Fluminense versus Vasco) - 1987

Vasco da Gama
- Campeonato Brasileiro: 1989
- Troféu Ramón de Carranza: 1989
- Taça Guanabara: 1990
- Taça Adolpho Bloch: 1990